# Aruba ai Giochi olimpici
Aruba ha partecipato per la prima volta ai Giochi olimpici nel 1988.
Gli atleti arubani non hanno mai vinto medaglie ai Giochi olimpici estivi, né hanno mai partecipato ai Giochi olimpici invernali.
Tra il 1952 e il 1984, gli atleti di Aruba hanno gareggiato come parte delle Antille Olandesi. Questa disposizione è cambiata quando Aruba è diventata un'entità separata ("Land") del Regno dei Paesi Bassi nel 1986.
Il Comitato Olimpico Arubano, creato nel 1985, venne riconosciuto dal CIO nel 1986.

## Medaglieri

### Medaglie alle Olimpiadi estive
| Giochi              | Oro | Argento | Bronzo | Totale |
| ------------------- | --- | ------- | ------ | ------ |
| Seul 1988           | 0   | 0       | 0      | 0      |
| Barcellona 1992     | 0   | 0       | 0      | 0      |
| Atlanta 1996        | 0   | 0       | 0      | 0      |
| Sydney 2000         | 0   | 0       | 0      | 0      |
| Atene 2004          | 0   | 0       | 0      | 0      |
| Pechino 2008        | 0   | 0       | 0      | 0      |
| Londra 2012         | 0   | 0       | 0      | 0      |
| Rio de Janeiro 2016 | 0   | 0       | 0      | 0      |
| Tokyo 2020          | 0   | 0       | 0      | 0      |
| Parigi 2024         | 0   | 0       | 0      | 0      |
| Totale              | 0   | 0       | 0      | 0      |